# Trieste
Trieste (tiếng Ý: [triˈɛste] ⓘ; tiếng Slovene: Trst [tə́ɾst], tiếng Croatia: Trst, tiếng Đức: Triest) là một thành phố và hải cảng nằm ở đông bắc Ý. Trieste nằm ở phía bắc vịnh Trieste, trên một dải đất hẹp của Italia nằm giữa Biển Adriatic và Slovenia. Slovenia nằm cách thành phố khoảng 8 km về phía đông và 10–15 km về phía đông nam, trong khi Croatia cách thành phố khoảng 30 km về phía nam. Năm 2022, dân số ước tính 204.302 người, đây là thủ phủ của tỉnh cùng tên và vùng tự trị Friuli–Venezia Giulia. Trieste là thành phố đông dân và có mật độ dân số cao nhất trong vùng và là một trong 15 thành phố đông dân nhất nước Ý.
Trieste thuộc về đế quốc Habsburg từ năm 1382 cho đến năm 1918. Trong thế kỷ 19, đế quốc Habsburg là một trong Những Quốc gia hùng mạnh của Châu Âu và Trieste là cảng biển quan trọng nhất của họ. Như một trung tâm giao dịch thịnh vượng trong khu vực Địa Trung Hải, Trieste trở thành thành phố lớn thứ tư của Đế quốc Áo-Hung (sau Vienna, Budapest và Prague). Trieste trải qua sự phục hồi kinh tế vào thập kỷ 1930, và Lãnh thổ Tự trị Trieste trở thành một trung tâm quan trọng trong cuộc chiến đấu giữa phía Đông và phía Tây sau Thế chiến thứ hai.
Trieste, một cảng biển nước sâu, là cửa biển quan trọng cho phía bắc Ý, Đức, Áo và Trung Âu. Nó được coi là điểm cuối của Con đường biển Lụa, với kết nối đến Kênh Suez và Thổ Nhĩ Kỳ. Từ thập kỷ 1960 trở đi, Trieste đã trở thành một địa điểm nghiên cứu nổi bật tại châu Âu nhờ vào nhiều tổ chức quốc tế và viện nghiên cứu. Thành phố nằm ở điểm giao cắt của văn hóa La Mã, Slavic và Germanic, nơi Trung Âu gặp biển Địa Trung Hải, và là tổ quốc của nhiều tộc người và cộng đồng tôn giáo đa dạng.

## Giáo dục và Nghiên cứu
Đại học Trieste, được thành lập vào năm 1924, là một cơ sở giáo dục công lập với 12 khoa giảng dạy. Hiện tại, trường có khoảng 23.000 sinh viên đang theo học và 1.000 giáo sư. Trieste cũng là nơi đặt trụ sở của Scuola Internazionale Superiore di Studi Avanzati (SISSA), một cơ sở giảng dạy và nghiên cứu sau đại học hàng đầu về toán học, vật lý lý thuyết và thần kinh học, và MIB School of Management Trieste, một trong năm trường kinh doanh hàng đầu của Ý.
Có ba trường quốc tế cung cấp các chương trình giáo dục cấp tiểu học và trung học bằng tiếng Anh trong vùng đô thị lớn: Trường Quốc tế Trieste, Trường Châu Âu Trieste và United World College of the Adriatic nằm ở làng Duino gần đó.

## Một vài hình ảnh về Trieste

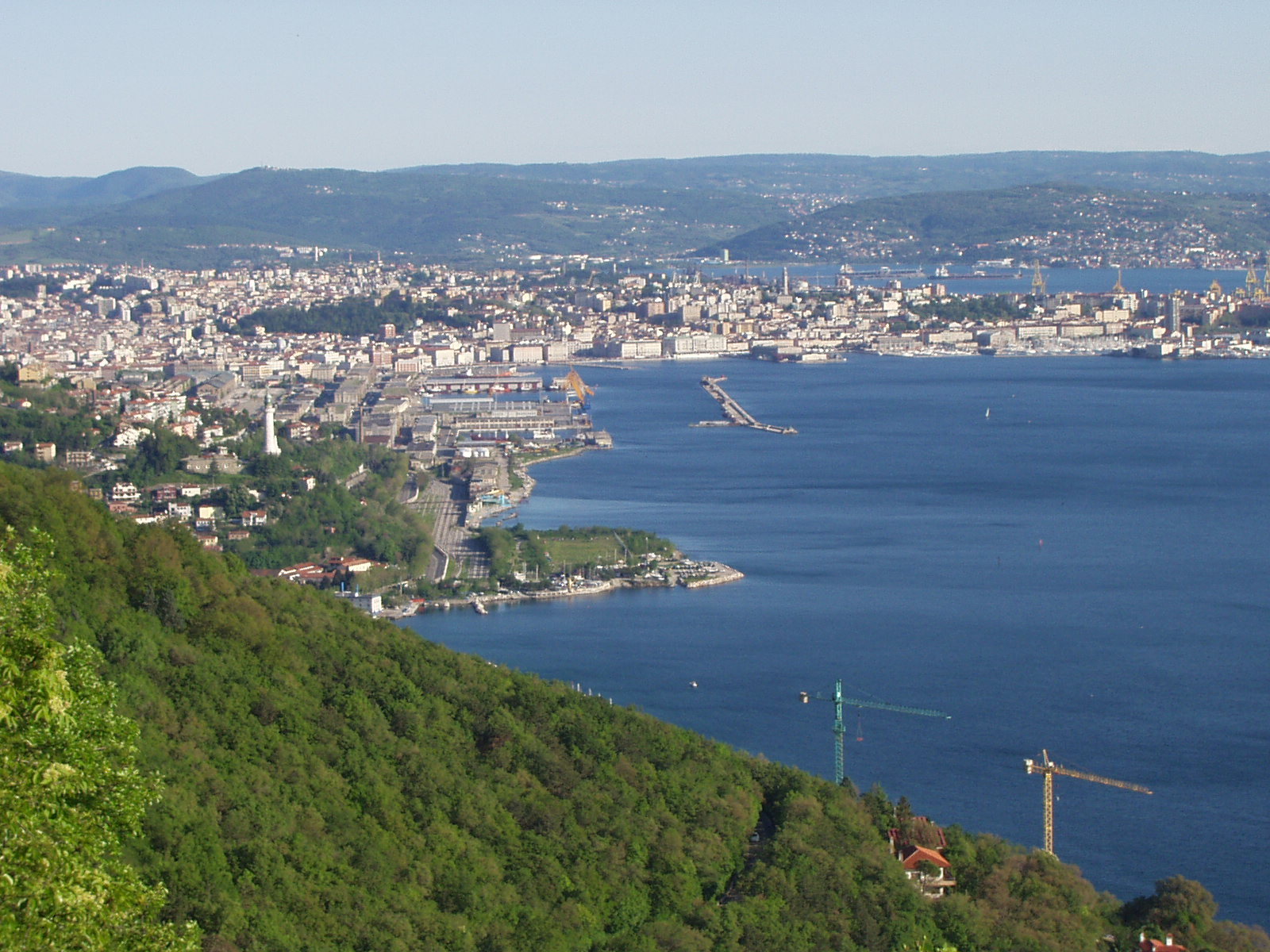
Toàn cảnh
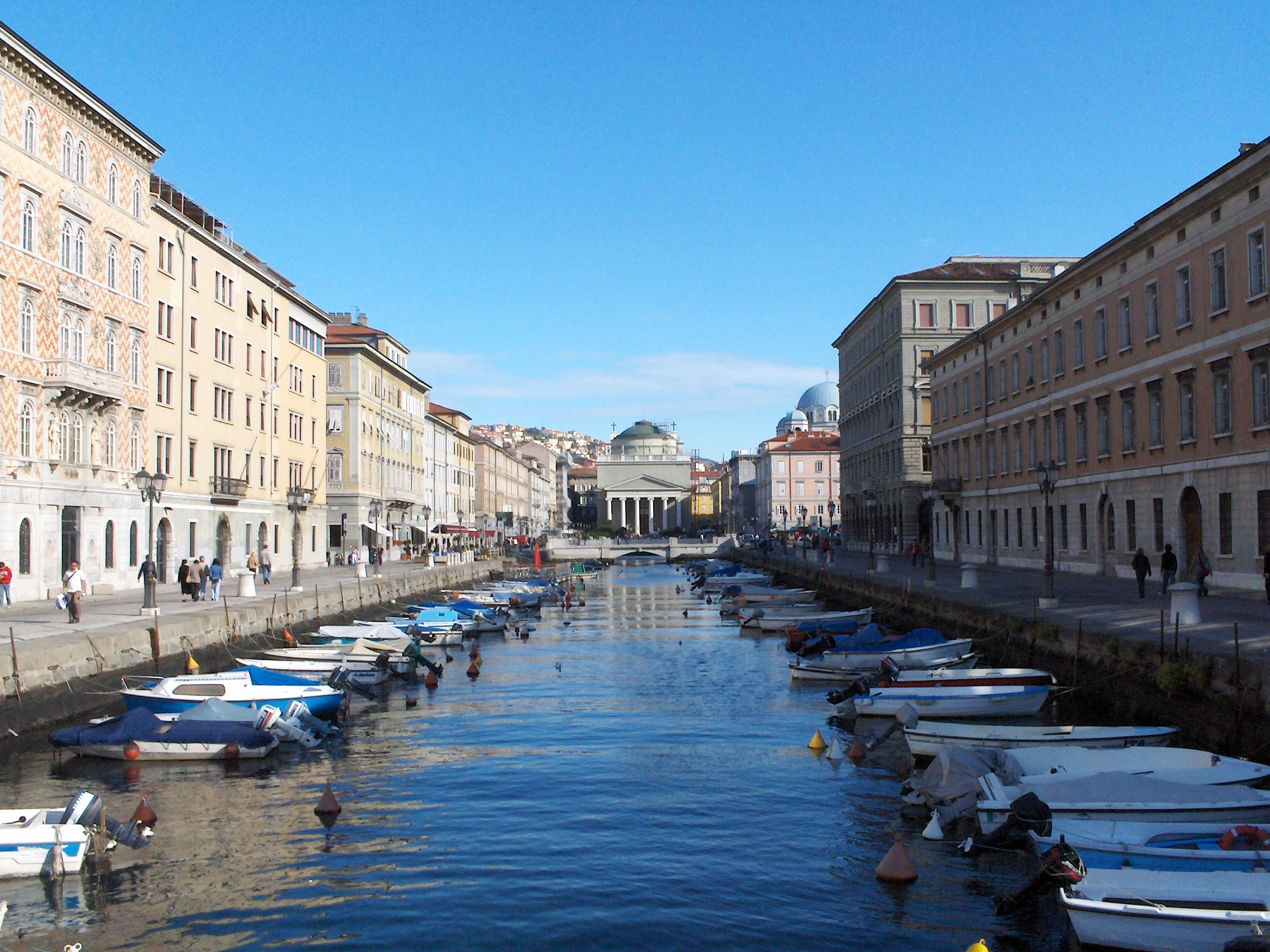

## Liên kết
- Municipality of Trieste (tiếng Ý)
- Trieste Chamber of Commerce Lưu trữ ngày 15 tháng 8 năm 2005 tại Wayback Machine (tiếng Ý)
- Grotta Gigante official site (tiếng Ý)
- From Mexico to Miramar or, Across the Lake of Oblivion (essay about a journey to Miramar Castle by C.M. Mayo, from Massachusetts Review)
- Trieste.me Website Trieste city (tiếng Ý)
- Trieste - Photo Hướng dẫn (Pdf) (tiếng Ý)